# Lebeckia psiloloba
Lebeckia psiloloba är en ärtväxtart som beskrevs av Wilhelm Gerhard Walpers. Lebeckia psiloloba ingår i släktet Lebeckia och familjen ärtväxter. Inga underarter finns listade i Catalogue of Life.